# Lasek Bytkowski

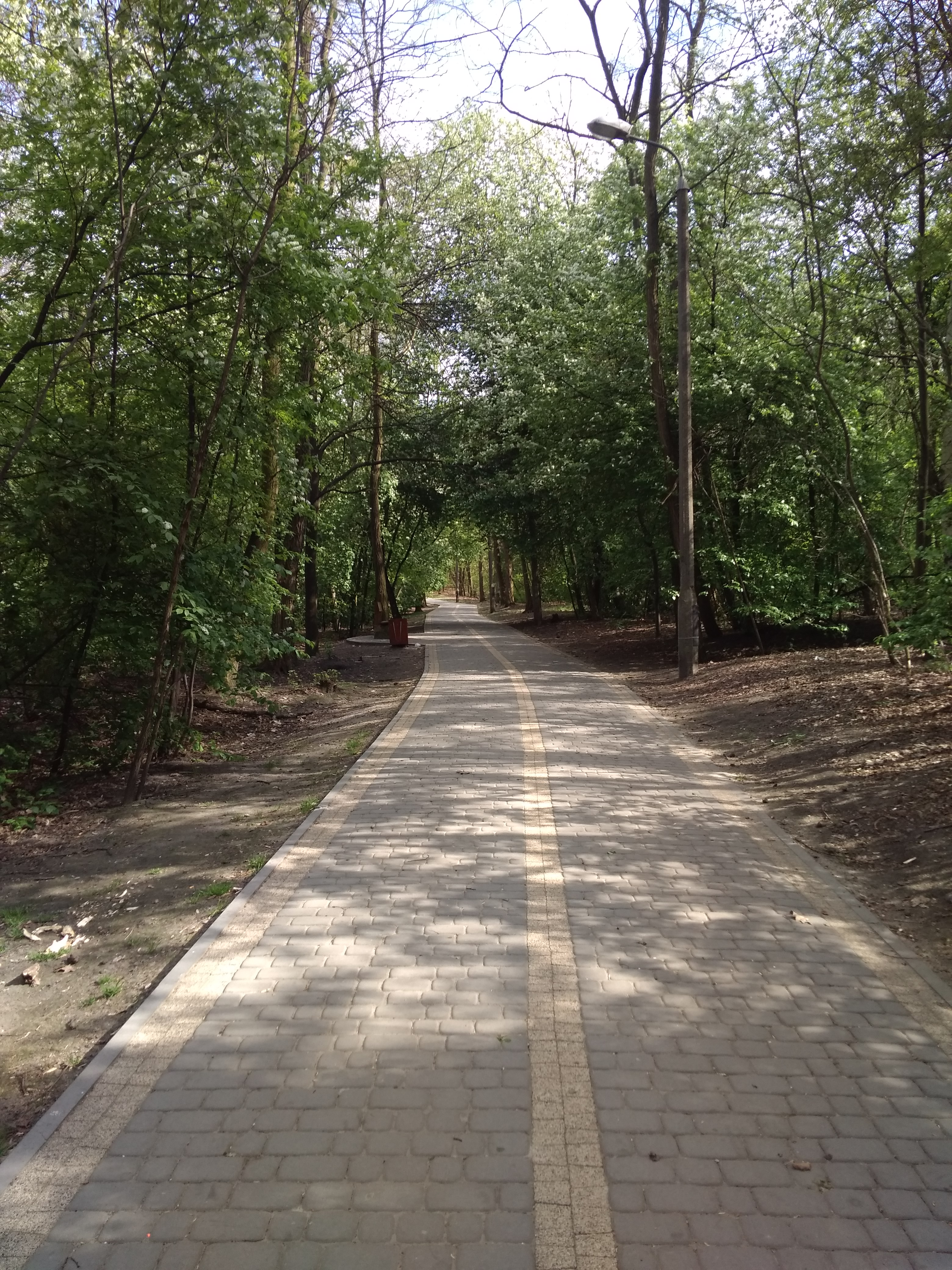
Boczna alejka Lasku

Lasek Bytkowski – drugi co do wielkości (po Bażantarni) las znajdujący się w Bytkowie – dzielnicy Siemianowic Śląskich, o powierzchni około 20-21 ha. 

## Geografia
Las zajmuje powierzchnię około 20-21 ha i jest położony na wzgórzu dawniej zwanym Kuchenberg, którego potoczna nazwa to Kołocowa Górka (nazwa ma pochodzić od śląskiego kołoca – ciasta, jako że w lasku odbywały się festyny górnicze oraz imprezy). 

## Komunikacja
Las przecinają alejki, główna alejka przebiega od placu Alfreda do osiedla Wróbla-Korfantego. Na południe od lasku znajduje się pętla tramwajowa (zob. plac Alfreda w Katowicach). 

## Historia
Na terenie lasku funkcjonowała w XIX wieku kopalnia węgla kamiennego Waldgrube (pol. Leśna). Po zaprzestaniu wydobycia teren został na powrót zalesiony i stał się własnością komunalną. Nawierzchnia głównej alejki w lasku została wykonana na nowo w 2014 roku. W 2023 roku planowano budowę tężni solankowej.

## Przyroda
W lesie rosną m.in. drzewa: topola czarna, topola osika, wierzba iwa,jabłoń domowa, byliny np.: parzydło leśne. 
Na terenie lasku występują m.in.: dziki, zające, bażanty, puszczyki, dzięcioły, wiewiórki.  
Teren zamieszkują chrząszcze m.in.: dyląż garbarz, szczerolotek dwubarwny, rozpylak topolowy, kruszynka rdzawoczułka, wiecheć płowy, baldurek pręgowany, strangalia ciemna, strangalia czarna, wykarczak sosnowiec, trykoń karliczek, drzeworadek topolowy, biegowiec osowaty, capoń mglisty, bierka lipowa, kozulka kolcokrywka, rzemlik topolowiec, rzemlik osinowiec, dłużynka dwukropkowa, zgrzytnica zielonawa. 